# Akende Munalula
Akende Munalula, es un actor, escritor, productor, rapero y poeta de Zambia. Es más conocido por su actuación en las películas Boo 2! A Madea Halloween, Invitados inesperados y series de televisión como Counterpart y The Salon.

## Carrera profesional
Después de la secundaria, trabajó como redactor publicitario durante más de diez años. En 2012, dejó Zambia y se instaló en Toronto, Canadá, durante unos seis meses y estudió teatro en la Academia de Actuación y Teatros Stella Adler. En 2015, se unió al Screen Actors Guild, SAG-AFTRA para convertirse en actor profesional. El mismo año, escribió y protagonizó el cortometraje City of Dreams. La película se estrenó en el festival Action On Film. Posteriormente, participó en algunos cortometrajes más como Tear Jerker, The Incision, The Hitchhiker, Primers, Prayers of a Pessimist y Rayven Choi.
Ha actuado en series de televisión y películas internacionales como Deiced, Counterpart, Tyler Perry's Boo 2: A Madea Halloween. También actuó en la producción independiente The New 30, nominada a los premios Emmy. En 2019, regresó a Zambia para asistir al lanzamiento del Gremio de Cineastas de Zambia con Lawrence Thompson y el Ministerio de Información y Radiodifusión. Luego dirigió la enseñanza de clases de actuación a actores y la enseñanza de Actores Directores a jóvenes directores de África del Sur en la MultiChoice Talent Factory.

## Filmografía
| Año  | Título                                                   | Rol                                 | Tipo                     | Ref.  |
| ---- | -------------------------------------------------------- | ----------------------------------- | ------------------------ | ----- |
| 2014 | Justice                                                  | Milton Justice, Productor, escritor | Cortometraje             |       |
| 2014 | The Incision                                             | Chansa                              | Cortometraje             |       |
| 2014 | The Hitchhiker                                           | Muerte                              | Cortometraje             | [ 8 ] |
| 2016 | Tear Jerker                                              | Paul                                | Cortometraje             | [ 8 ] |
| 2016 | Primer                                                   | James Whitiker                      | Cortometraje             |       |
| 2016 | Prayers of a Pessimist                                   | Detective Colden                    | Cortometraje             |       |
| 2016 | The Perfect Plan                                         | Agente R., Productor, escritor      | Película                 |       |
| 2016 | Rayven Choi                                              | Dorian Glover                       | Cortometraje             |       |
| 2016 | City of Dreams                                           | Tom, Productor, escritor            | Cortometraje             |       |
| 2017 | The New 30                                               | Kelvin                              | Serie de televisión      |       |
| 2017 | Boo 2! A Madea Halloween                                 | Calvin                              | Película                 | [ 9 ] |
| 2017 | A Teen's Survival Guide 4 When ish Happens: The All-Star | Ronnie                              | Cortometraje             |       |
| 2018 | Counterpart                                              | Pascal                              | Serie de televisión      | [ 9 ] |
| 2018 | Muzo                                                     | Martin                              | Película para televisión |       |
| 2019 | Cheating Death                                           | Ángel de la muerte                  | Video                    |       |
| 2019 | Cheating Death                                           | Ángel de la muerte                  | Miniserie de televisión  |       |
| 2019 | The Reaper                                               | Kelly                               | Cortometraje             |       |
| 2020 | Where Butterflies Perish                                 | Actor, coproductor                  | Cortometraje             |       |
| 2020 | The Long Road Home                                       | Henry                               | Cortometraje             |       |
| 2020 | The Salon                                                | Abimbola                            | Serie de televisión      |       |
| 2017 | Unexpected Guests                                        | Peter Shan                          | Película                 |       |
| TBD  | Life of Riley                                            | Jeremy                              | Cortometraje             |       |
| TBD  | Coercion                                                 | Dev                                 | Serie de televisión      | [ 8 ] |

## Vida privada
Fue criado por su madre en la parte más modesta de la ciudad de Lusaka, Zambia, tras el abandono de su padre, un extranjero británico. Él tenía solo tres meses de nacido. Cuando tenía ocho años su madre conoció al que sería su padrastro, un artista galés que enseñaba arte en la Escuela Internacional de Lusaka. Munalula está casado y tiene dos hijos.